# Sidymella multispinulosa
Sidymella multispinulosa es una especie de araña del género Sidymella, familia Thomisidae.

## Distribución
Esta especie se encuentra en América del Sur: Brasil.

## Taxonomía
Fue descrita por Mello-Leitão en 1944.